# Fire Emblem Warriors
Fire Emblem Warriors (ファイアーエムブレム無双, Fire Emblem Musou en la versión japonesa) es un videojuego de hack and slash para Nintendo Switch y New Nintendo 3DS/New Nintendo 2DS, con fecha de lanzamiento en Japón del 28 de septiembre de 2017, y el 20 de octubre del mismo año internacionalmente. Esta colaboración entre Intelligent Systems y los estudios de Koei Tecmo Omega Force y Team Ninja es un cruce entre la serie Fire Emblem y la franquicia Warriors de Koei Tecmo.

## Jugabilidad
Como parte de la franquicia Warriors más grande de Koei Tecmo, Fire Emblem Warriors es un videojuego de acción y rol en el que el jugador lucha en campos de batalla poblados de cientos de enemigos. El jugador puede ejecutar combos para cortar a través de los enemigos mientras trabaja hacia la realización de una serie de objetivos de la etapa. Cada personaje jugable también tiene un ataque especial único (llamado un ataque Musou en otros títulos de Warriors) que se puede ejecutar cuando se llena un indicador especial. Cuando se ejecuta este ataque, se acompaña de un florecimiento similar al ataque crítico que florece en títulos como Fire Emblem: Awakening.

## Desarrollo
Fire Emblem Warriors marca la segunda vez que una propiedad intelectual de Nintendo ha recibido un estilo de juego similar a los Warriors de Koei Tecmo Warriors, siendo el primero de ellos Hyrule Warriors. También marca la tercera vez que personajes de Nintendo han aparecido en un juego de Warriors: el primero fue Takamaru de The Mysterious Murasame Castle, que apareció como un personaje invitado en la versión Wii de Samurai Warriors 3.
Fire Emblem Warriors fue presentado brevemente durante la presentación de Nintendo Switch el 12 de enero de 2017. El tráiler se burló brevemente de Chrom de Fire Emblem: Awakening. Durante un Fire Emblem Nintendo Direct, se mostró el juego de Chrom en la batalla. El tráiler concluyó con un lanzamiento programado de otoño de 2017 y una versión desarrollada específicamente para New Nintendo 3DS también se anunció para un lanzamiento de otoño de 2017.